# Chloroplaga
Chloroplaga is een geslacht van vlinders van de familie visstaartjes (Nolidae), uit de onderfamilie Chloephorinae.

## Soorten
- C. javana Roepke, 1948
- C. nygmia Swinhoe, 1893
- C. pallida Warren, 1916